# Salame di Sibiu
Il salame di Sibiu (in rumeno: salam de Sibiu) è un salume rumeno prodotto con carne suina, lardo, sale e spezie. Dal 2016 è riconosciuto a livello internazionale con il marchio Indicazione geografica protetta (IGP).